# Nuestra Señora del Pueblito
Nuestra Señora de El Pueblito es una advocación mariana de culto católico. Es una imagen de la Virgen María en su misterio de  Inmaculada Concepción tallada en 1631 por el religioso franciscano fray Sebastián Gallegos, en el Convento de San Francisco de la ciudad de Santiago de Querétaro. La sociedad queretana acudía a ella en todo momento en solicitud de ayuda por hambrunas, pestes o sequías.
Actualmente se encuentra y se venera en la Basílica de Nuestra Señora del Pueblito, de Villa del Pueblito (antiguamente llamada Pueblo de San Francisco Galileo), municipio de Corregidora, Estado de Querétaro, en México. Se le venera en el Estado de Querétaro, en Etzatlán, Jal., León, Gto., La Magdalena, Qro., San Juanito de Escobedo, en Templo de San Marcos de Aguascalientes, Ags., en Ciudad Hidalgo, N.L., entre otras poblaciones; además en varios lugares de Estados de Michoacán, Guanajuato, Querétaro y Chihuahua, en la Ciudad de México y en El Paso, Tex., USA. 

## La Imagen de la Virgen del Pueblito
La Imagen es una escultura hecha con varios materiales, sobre todo de pasta de caña de maíz, con alma de quiote, palo santo y palo bobo, mide 53.5 centímetros y medio de alto y pesa un kilo 220 gramos. La primera pintura que la cubría era una túnica de color rosa con un manto azul verde; en 1969, se removieron de la talla las pinturas que le habían sobrepuesto encontrando la primera o más antigua, también se restableció el sobredorado original. Descansa sobre una peana de plata dorada, arísticamente decorada, en cuyo centro está un medallón con la imagen de Santa Clara de Asís, llevando en sus manos la Eucaristía y con su báculo de Abadesa. Durante algunos años estuvo protegida por una concha de plata dorada, realizada por el orfebre Felipe Vázquez, que tiene el fin de proteger a la imagen. Actualmente está protegida por un vaso de plata. 

La Imagen es de una talla entera, de pie; con las dos manos juntas por las palmas sobre el pecho; de tez morena, la cabeza descubierta y el pelo suelto, oscuro y lacio;  las puntas de los pies, calzan en color negro y sin figuras, aparecen en el parco orlado del borde de la túnica y posan sobre una media luna que solo asoma los extremos por sus lados derecho e izquierdo, y todo el conjunto descansa sobre una pequeña y sobria peana de forma irregular.  

“Lleva como atuendo una túnica de cuello circular que, ceñida a la cintura, corre en ligerísimos pliegues hasta descansar, con suave movimiento, a los lados de los pies: se agrega un manto cuyos extremos, uno oculto y el otro visible, se juntan en el lado izquierdo de la cintura, cayendo el resto, en una onda sobre la rodilla derecha”. 
“Es una talla entera de belleza singular, de mucho valor artístico considerando el estilo y materiales de la época de su realización”. 
“Su frente espaciosa limpia hecha para lucir una corona; sus ojos con bondad y la misericordia plasmada en ellos; sus labios finos cerrados, pero prontos a abrirse como un capullo de rosa; el óvalo de su rostro y el hoyuelo de la barbilla denotando estirpe”. 
“Muestra unos rasgos característicos de los naturales, en la forma ovalada, con mejillas y perfil bien delineados y delicados en su forma”. 
“Sus ojos entreabiertos, labrados y pintados en color café claro, son el encanto singular del rostro”. 
“Es también evidente a la vista el embarazo de Jesús en su seno virginal” 
José Félix Zavala
"no es hermosa, pero en cambio, posee como un poderosísimo imán que atrae hacia ella las miradas e induce  los corazones a amarla, a venerarla con muchísimo fervor y piedad. 
J. Guadalupe Esguerra Uribe

Tiene junto a sí, a su derecha, una imagen del Niño Jesús, de pie, sosteniendo con la mano izquierda un pequeño Universo rematado en Cruz y bendiciendo con su mano derecha. Está esculpido en palo santo, mide 22 centímetros de altura y pesa doscientos sesenta gramos; es de talla completa sin vestido alguno. Hasta finales del siglo XIX, se le representaba coronado o portando sus Potencias sobre la cabeza la cabeza; pero en la fotografías existentes, antiguas, siempre lleva su corona y aureola y está vestido a la usanza española para las imágenes del Niño Dios, como lo está también la Imagen de la Virgen desde sus orígenes.   
Una nube en forma de triángulo sirve de peana a ambas imágenes, la cual se apoya por el vértice y con un saliente en la parte superior derecha sobre el que aparece la Imagen del Divino Infante. Se ha dicho ser muy probable que esta nube sea también de principios del siglo pasado; pues don Valentín F. Frías ni en 1898, al publicar La Patraña de Querétaro, ni en 1900, cuando aparecen las Leyendas y tradiciones queretanas, la menciona y antes da a entender que, por su ausencia, la Imagen del Niño Dios descansa sobre el piso: "La Venerable Imagen tiene a sus pies al lado derecho el Niño Dios en pie", dice después de haber afirmado que una escultura de San Francisco "sostiene sobre su cabeza tres mundos sobre los que descansa la Sagrada Efigie", y don José María Zelaá e Hidalgo, que escribió en 1803 sus Glorias de Querétaro, dice claramente: "el niño que la acompaña está abajo a su lado diestro, junto a una estatua de Nuestro Seráfico Padre San Francisco, que le sirve de peana"; sin embargo, los datos surgidos de una inscripción encontrada en esta peana la hacen resaltar al siglo XVIII.
Junto al lado frontal de la nube, está una estatua de San Francisco de Asís, en la que el Patriarca aparece de rodillas y sosteniendo con ambas manos tres mundos que se apoyan sobre su cabeza y simbolizan las tres órdenes que fundó:
1.     Frailes Menores: hermanos menores que viven en comunidad la Regla de vida de San Francisco de Asís.
2.     Damas Pobres de Santa Clara: Hermanas Clarisas. Son mujeres consagradas que también viven en los Monasterios que profesan la Regla de Santa Clara de Asís y
3.     Orden Seglar Franciscana, varones y mujeres que en diferentes estados civiles y eclesiásticos que profesan su Regla de la Tercera Orden Secular de San Francisco, aprobada por el Papa Paulo VI  
La escultura de San Francisco es de madera sólida, mide sesenta y un centímetros de la cabeza a las rodillas y de éstas a la orilla del hábito, veintiséis centímetros. En opinión de don Valentín Frías Frías se trata de una talla que data alrededor de los años 1830-1840; sin embargo, el estilo escultórico barroco de la imagen denota la antigüedad de su hechura, como lo atestiguan también las diversas imágenes, en grabados y pinturas, antiguas de la Venerable Imagen de Nuestra Señora del Pueblito.

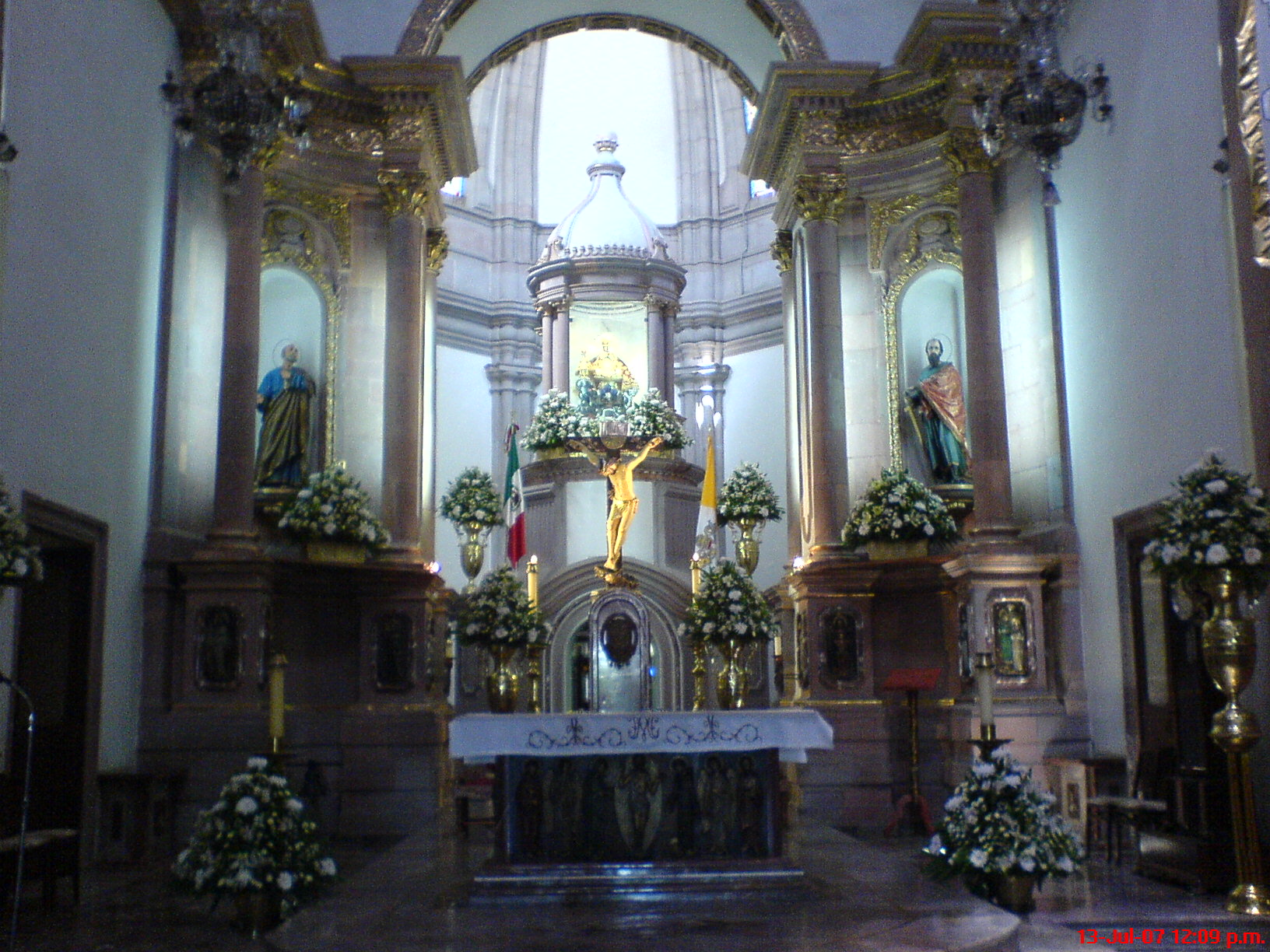
Altar Mayor del Santuario de la Virgen del Pueblito

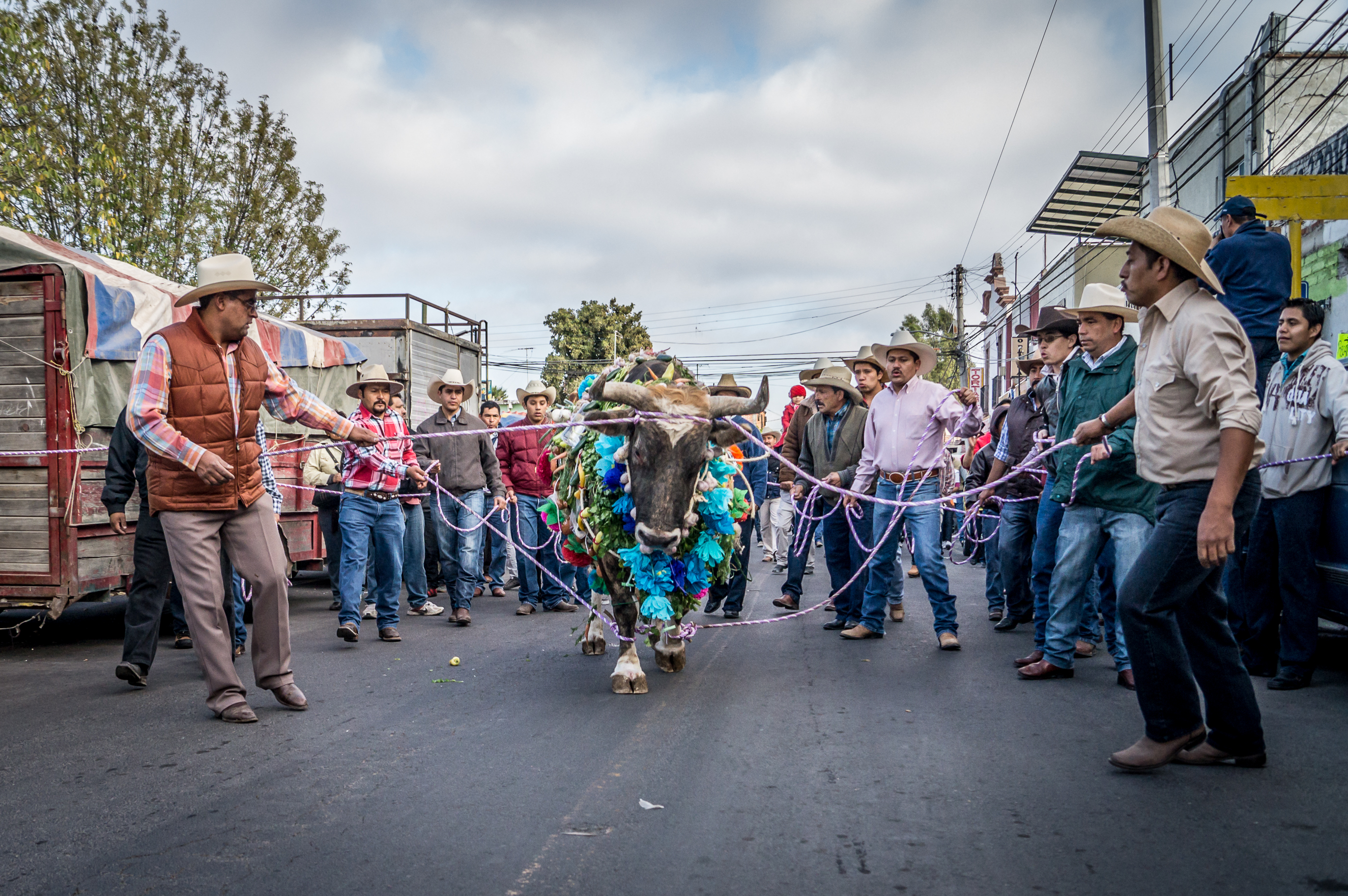
Tradicional paseo del buey durante las fiestas patronales del Pueblito, Corregidora, Qro.

## Eventos históricos
- 1631 - 1632: El fraile franciscano fray Sebastián Gallegos, escultor hábil e inspirado, residente del convento de San Francisco el Grande de la Ciudad de Querétaro, esculpió en su taller y con sus propias manos esta la Imagen que representa a la Santísima Virgen María en el misterio de su Concepción Inmaculada.
- 1632: El padre Gallegos regaló la pequeña Imagen a su hermano de hábito fray Nicolás de Zamora, entonces cura de la ciudad de Querétaro y doctrinero de los lugares circunvecinos, quien la colocó, en una capillita cercana al Cué (pirámide Prehispánica) o adoratorio donde los nativos practicaban la idolatría que fueron dejando, acudiendo devotamente a las plantas de María Inmaculada y aceptando la fe cristiana. La Imagen permaneció en la ermita por 82 años.
- 1686: El Excmo. Señor Arzobispo de México, Don Francisco de Aguiar y Seijas, estuvo en Querétaro y en el Santuario primitivo y aprobó las Constituciones de una Cofradía de Indios destinada al cuidado de la Imagen Original y su Ermita. Algunos habitantes del lugar, convertidos y creyentes en Cristo, llegaron a construir pequeñas Ermitas u Oratorios en sus propias casas dedicadas a la Virgen y a los Santos de su devoción, de los cuales se encontraron seis en el terreno donado para la construcción del Santuario en 1714.Santuario de la Virgen del Pueblito

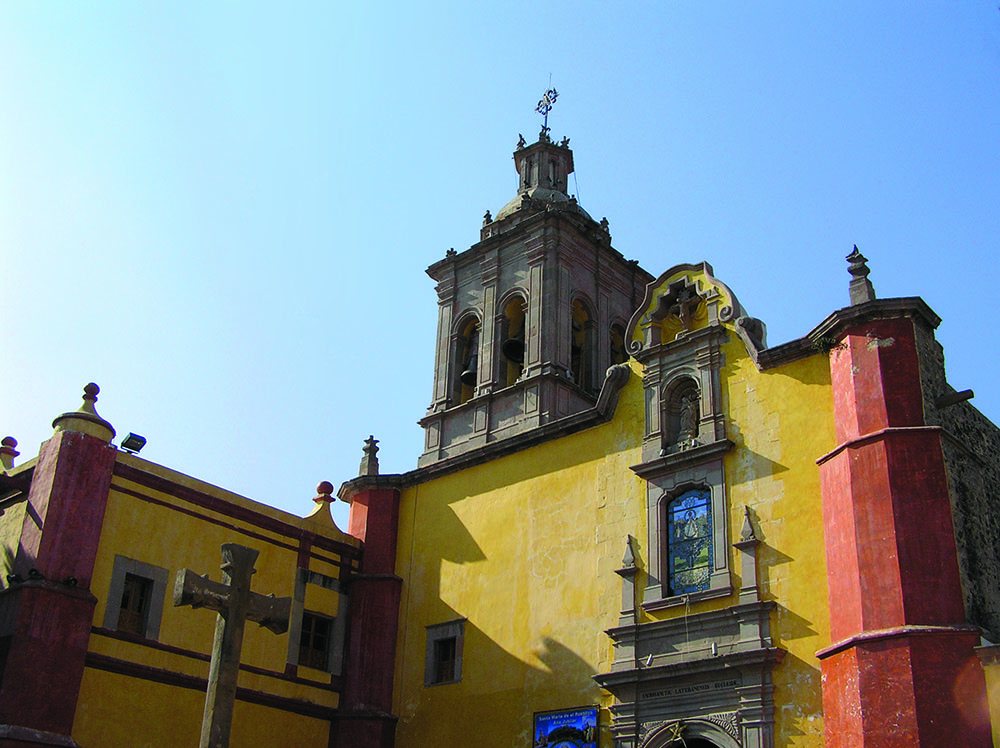
Santuario de la Virgen del Pueblito

- 1714:  Inició la construcción del Santuario, financiada por el capitán Pedro Urtiaga,  en señal de gratitud por un favor alcanzado por la intercesión de la Santísima Virgen de El Pueblito. La Imagen fue trasladada a una Ermita, la segunda, que se levantó en lugar que ocupó el antiguo Camposanto del lugar. Esta Ermita se conserva ahora en la explanada hecha una vez que el Camposanto fue destruido.
- 1731 - 1733: El ayuntamiento de la ciudad de Querétaro emitió su cuarta ordenanza, aprobada por el virrey Juan de Acuña y confirmada por Felipe V de España, donde se indica "que siempre que se experimente sequía, alguna plaga pública o epidemia, se acuda al amparo y patrocinio de esta advocación de la Santísima Señora". Esta ordenanza tuvo por consecuencias: la reglamentación del modo solemne para recibir la Sagrada Imagen, la prohibición de diversiones públicas durante la estancia de la Imagen en la ciudad; y una serie de novenarios promovidos por el ayuntamiento en 1821, para pedir el remedio de las necesidades públicas, en 1822 para "alcanzar las luces necesarias" al Emperador Agustín de Iturbide en su gobierno y en 1823 para conjurar la peste que afligía a la ciudad.
- 1734: 15 de junio, Fray José Muñoz de Ulloa y el maestro platero Antonio Martínez Zamorano presencian una estrella que se posa en la frente de la Imagen.
- 1736: El 5 de febrero, la Imagen fue trasladada de la segunda ermita a su nuevo Santuario, aprobado el año 1720, por el Arzobispo de México. Luego, el 5 de Agosto, se repitió el milagro de la aparición de la estrella sobre la frente de la Virgen, en el Coro bajo del templo de Santa Clara.
- 1745: El Muy Reverendo Padre Provincial Fr. Antonio de Villalba, por acuerdo y mandato del Capítulo Provincial, la juró solemnemente Patrona Principal de la Provincia de San Pedro y San Pablo de Michoacán, de sus Capítulos y Congregaciones, en el actual Templo de San Francisco de la Ciudad de Santiago de Querétaro, Qro.
- 1750: El Papa Benedicto XlV, concedió un Jubileo, a partir del 8 de diciembre de ese mismo año, con indulgencia plenaria, para todos los fieles que visitaran el Santuario, durante 15 años.
- 1775: El Papa Pío Vl  concede Indulgencia Plenaria “Perpetua” a quienes visiten el Santuario el día de la fiesta litúrgica de la Virgen y en la Octava.
- 1787: El Juramento y Patrocinio de Nuestra Señora del Pueblito sobre la Provincia de San Pedro y San Pablo de Michoacán, de la Orden de Frailes Menores (OFM), hecho por el Muy Reverendo Padre Provincial, Fr. Antonio de Villalba, OFM.,  fue confirmado por la Sagrada Congregación de Ritos de la Santa Sede.
- 1810: El 29 de octubre, en el Templo de Santa Clara, fue proclamada Generala de los ejércitos realistas por Don Manuel Flon y Don Ignacio García Rebollo, juntamente con el Ayuntamiento y las Autoridades Eclesiásticas. Entonces le fue terciada sobre el pecho la banda del grado militar. En ocasión de este juramento, don Félix María Calleja puso la Imagen en sus banderas.
- 1821: El 3 de julio, tras la capitulación de la ciudad de Querétaro ante los insurgentes, casi sin derramamientos de sangre, el General Agustín de Iturbide se presentó ante la Virgen que se encontraba en el templo de San Francisco; se arrodilló ante la Imagen, le ofreció su espadín militarmente y le rindió pleitesía, homenaje y vasallaje.
- 1829, 1833 y 1850: El Congreso del Estado decretó medidas encaminadas a dignificar y promover su veneración; además el 3 de junio de 1830, decretó que el gobernador la jurara Patrona del Estado, por lo que el gobernador don Manuel López de Ecala dio sus disposiciones al respecto el día 5 y realizó el juramento el 8 de agosto, en la parroquia de Santiago. Se decretó que la tropa, rodilla en tierra, le presentara armas y le batiera marcha cada vez que la Imagen llegara a la ciudad y fuera llevada en procesión solemne. Se le asignaron doscientos pesos para el gasto de su función anual, celebrada el siguiente lunes al domingo de la Sexagésima, día declarado como de "Gran Solemnidad" en el Estado.
- 1830: 8 de agosto, se realizó el juramento de patronazgo sobre el Estado de Querétaro en la Parroquia de Santiago.
- 1863: El general Tomás Mejía volvió a jurarla Generala, imponiéndole nuevamente la banda tricolor. Se creó la Diócesis de Querétaro por la Bula Deo Máximo el 26 de febrero, siendo su primer Obispo D. Bernardo Gárate López Arizmendi; su Excelencia presidió una procesión pública en honor de la Virgen del Pueblito, revestido de Capa Pluvial, Mitra y Báculo.
- 1864-1872: Permaneció en el templo de Santa Clara, por temor a las profanaciones de las tropas liberales.
- 1867: A causa del sitio que los republicanos pusieron a la ciudad de Querétaro, del 14 de marzo al 15 de mayo, fue trasladada al templo de Santa Clara; el último día del sitio fue trasladada a la iglesia del Santo Nombre de Jesús, donde pasó la noche rodeada de fieles orando incesantemente, presididos por el Guardián del Santuario del Pueblito, el P. Fr. José Bermúdez.
- 1859: El segundo Obispo de Querétaro, D. Ramón Camacho, eligió y uso como blasón de sus armas episcopales la imagen de Santa María del Pueblito. Peregrinó frecuentemente al Santuario a pesar de sus enfermedades y su avanzada edad.
- 1870: Pío IX concedió a la diócesis la celebración de su fiesta con el Oficio Divino y la misa del común de la Santísima Virgen en el tiempo pascual, exceptuadas las antífonas para los cánticos de vísperas y laudes.
- 1875: En la sala del cabildo de la Catedral, el obispo don Ramón Camacho García, segundo obispo de Querétaro y el cabildo diocesano: el arcediano José María Ochoa y los canónigos José María Alegre, Manuel Soria y Breña, Luis G. Borja e Ismael A. Jiménez, la proclamaron Patrona de la diócesis de Querétaro y del cabildo eclesiástico de la misma. Acto que un año después fue renovado.
- 1885: El 24 de mayo la Virgen del Pueblito fue llevada a la ciudad de Querétaro por petición de D. Rafael Sabás Camacho, tercer Obispo de Querétaro, con motivo de su Consagración Episcopal. A petición de Camacho, el papa León XIII le autorizó trasladar la fiesta de Nuestra Señora del Pueblito a la Domínica II; a condición de celebrarse el primer día libre si ese día hubiese algún rito mayor.
- 1908: San Pío X concedió a la diócesis elevación del rito a festividad y señaló como fecha de esta el sábado anterior al segundo domingo después de Pascua . Según el “Ordo Misae”: “Sabbato ante Domin. ll post Pascha BMV del Pueblito Patronae min. princip. dupl. ll clas”. El cuarto Obispo de Querétaro, D. Manuel Rivera Muñoz, dispuso en varias ocasiones que el novenario de la Virgen del Pueblito se celebrara en la ciudad de Querétaro.
- 1910: el 7 de Septiembre, a las 5 de la mañana, el Excmo. Sr. Obispo, D. Manuel Rivera Muñoz, se dignó Dedicar y Consagrar ritualmente el Santuario, bajo el Título de Nuestra Señora del Pueblito.
- 1914 - 1917: El 8 de junio de 1914, temiendo una profanación, fue trasladada a San Francisco de Querétaro, ocultada el 29 de julio y, el día último de ese mismo mes, bajo la responsabilidad del entonces Guardián de San Francisco, fray Antonio López, emparedada en la casa de la señorita María del Rosario Solorio, situada en el número 7 de la antigua calle de Chirimoyo, actual calle de Pasteur número 139; hasta el 1 de agosto de 1917, en que se trasladó al templo de San Antonio, donde se expuso a la veneración el día 2 a las seis de la mañana, y, después de un solemne novenario empezado el día 3, trasladada a su santuario.
- 1918: Benedicto XV concedió a la provincia franciscana Oficio y misa propios, y el 11 de junio de 1919 extendió esta concesión a la diócesis.
- 1922: El Papa Pío Xl, concede, a petición del obispo de Querétaro, Francisco Banegas Galván, y del Comisario Provincia M.R.P. Fray Buenaventura Tovar, la Coronación Pontificiade la Imagen de Nuestra Señora del Pueblito, acto no realizado en ese momento.
- 1923: La Sagrada Congregación de Ritos aprobó la sexta lección del Oficio Divino.
- 1924: El Excmo. Sr. Francisco Banegas, Obispo de Querétaro, preparó la fiesta de la Coronación Pontificia de la Virgen del Pueblito para celebrarse el 8 de enero. La fiesta sería precedida por una novena en los templos de Santiago y Santa Ana (1.er día); El Centro, San Sebastián y Santa Rosa Jauregui (2.º día); San Pedro de la Cañada y San Francisco Galileo (3er. día); Santa María Amealco y San Juan del Río (4.º día); Tequisquiapan y Colón (5.º día); Cadereyta y el Doctor (6.º día);  Tolimán y Escanela (7.º día); San José Iturbide y Victoria (8.º día); y Xichú, Jalpan y Landa (9.º día). Sin embargo el 7 de diciembre de 1823 estalló el movimiento Delahuertista en Veracruz y Jalisco, llenando de temor al país y suspendiendo la coronación. La coronación se pospuso para 1925, año en que la Diócesis le haría una festividad a la Virgen. Nuevamente la coronación fue suspendida tras la llegada a la presidencia de Plutarco Elías Calles.
- 1926-29: Durante los años de la persecución callista la Venerable Imagen fue ocultada en el mismo santuario-convento de El Pueblito, velando por su seguridad el Muy Reverendo Padre fray Buenaventura Tovar y el Venerable Hermano fray Cordero Muñoz. Durante la persecución religiosa se ocultó la fecha en que la Virgen del Pueblito era llevada a la ciudad de Querétaro, se hacía en un coche de sitio con las ventanillas cerradas y escoltada por dos sacerdotes vestidos de civiles; la celebración se hacía sin aclamaciones, repiques, adornos, música o cohetones.
- 1943: El 27 de enero de 1943, el señor obispo don Marciano Tinajero y Estrada solicitó del Papa Pío XII "os dignéis aceptar mandar que con vuestra autoridad y en vuestro augusto nombre sea coronada". El 7 de octubre del mismo año contestaba el Santo Padre concediendo la coronación y delegando para ella al mismo señor obispo.
- 1946: El señor obispo don Marciano Tinajero,  realizó la solemnísima coronación el 17 de octubre de 1946 en la ex-huerta del convento de la Santísima Cruz de los Milagros, entonces en poder de la 17a Zona Militar, luego ocupada por el CREA, antes INJUVE, tras anunciarla en una carta pastoral de 4 de mayo y leída en todos los templos el día siguiente. El día de hoy se puede ver y leer una placa de bronce en este lugar, haciendo memoria de este gran acontecimiento para la Diócesis, ciudad y Estado de Querétaro.
- 1946: El 17 de diciembre se trasladó a Querétaro para estar presente en la celebración jubilar del quincuagésimo aniversario de la ordenación sacerdotal del señor Tinajero, realizada el día 27 del mismo mes y año.
- 1948: El 17 de octubre de 1948, el señor Tinajero la proclamó Patrona Principal de la ciudad episcopal; patronato que confirmó Pío XII el 11 de octubre de 1949.
- 1949: Pío XII confirma la Proclamación de 1948.
- 1951: A petición del Muy Reverendo Padre fray Fernando de Jesús García, la Congregación de Ritos concedió que en el Oficio Divino propio de Nuestra Señora del Pueblito, se incluyese la lectura referente a la Coronación y al Patronato sobre la Ciudad Episcopal de Santiago de Querétaro.
- 1965: El gran tallador, don Jesús Rodríguez y el ebanista Antonio Tovar, examinaron la imagen de la Virgen del Pueblito, y señalaron que mide 53 centímetros y medio, pesa un kilo 50 gramos y está hecha de caña de kiote. Del 29 de marzo al 3 de abril de 1965, estos artistas queretanos, removieron de la talla las pinturas que le habían sobrepuesto encontrando que en la primera o más antigua, la túnica era de color rosa y azul verde el manto, también se restableció el sobredorado original. Se le colocó una falda ampona de plata dorada (vaso), este armazón realizado por el orfebre Felipe Vázquez, que tiene el fin de proteger a la imagen.
- 1971: El poema del canónigo Salvador Septién, compuesto con motivo de la coronación pontificia de la Virgen del Pueblito, se transforma en una “Cantata”, con música del Pbro. Raymundo Ledesma y la orquestación de Bonifacio Rojas. Esta Cantata fue estrenada el 16 de octubre de 1971, víspera de la ceremonia religiosa. Con motivo de la celebración del vigésimo quinto aniversario de su Coronación, recorrió las parroquias y vicarías de la diócesis de Querétaro y el 17 de octubre se celebró solemnemente dicho acontecimiento con una Concelebración en las canchas del Colegio Salesiano de Querétaro (Instituto Marciano Tinajero y Estrada) . Después de su regreso al Santuario, hubo allí otro novenario y la fiesta de este Aniversario de Bodas de Plata, con una Concelebración en el Atrio del Santuario, presidida por el señor obispo don Alfonso Toriz Cobián, la cátedra sagrada la ocupó el Reverendo Padre fray Leopoldo Arvizu; y con otros actos religiosos, culturales y sociales.
- 1977: El 29 de octubre, La Virgen del Pueblito regresó a la Pirámide del Cerrito, por primera vez desde 1736, celebrándose una solemne “velación”, con motivo de la celebración de los 345 años del inicio de su culto, por parte de los indios de la región.
- 1982: El 17 de octubre  se celebraron los 350 años del culto a María Santísima en su venerable título de El Pueblito. El día 8 del mismo mes se inició el solemne novenario. Además, los días 11,13, 14 y 15 se realizaron también actos culturales y académico-musicales. El sábado 16, las vísperas fueron presididas por el Muy Reverendo Padre Provincial fray Bernardino Yánez. El día 17, la concelebración eucarística fue presidida por el delegado apostólico, monseñor Girolamo Prigione, a las diecisiete horas, en la plaza de toros Santa María. La homilía estuvo a cargo del arzobispo de Morelia, monseñor Estanislao Alcaraz Figueroa.
- 1983: El 24 de abril de 1983 bajo la presencia de R. P. Fr. Luis Ánngel Pérez, fue nombrada “Patrona de los Toreros”. El 17 de octubre se le confió este Patronazgo en la Plaza de Toros "Santa María", nombrándola "Matadora" y ofreciéndole Montera, Banderillas, Estoque y Capa de Paseo.
- 1996: El 17 de octubre se llevó a cabo la solemnísima celebración del cincuentenario de la Coronación Pontificia de la Venerable Imagen. Llevada en un elegante carro alegórico, realizó la visita a las parroquias, visita que inició el 15 de agosto y que terminó el 7 de octubre. Del 29 de septiembre al 6 de octubre tuvo lugar, en el Museo de la Ciudad, la exposición "Santa María del Pueblito. Historia y religiosidad". El día 8 de octubre inició la novena de preparación, que se realizó en el templo de San Francisco. El 17, día de la solemnidad, a las diez horas con treinta minutos, en el templo de San Francisco, tuvo lugar un homenaje teológico-literario-musical y, a las dieciséis horas, en el estadio Corregidora, la magna Concelebración Eucarística presidida por el Obispo de esta diócesis de Querétaro, Monseñor Mario de Gasperín Gasperín, quien, en compañía del Ministro Provincial, Fr. Pedro Esquivel Pérez, OFM., imitó el acto de la coronación. En esta ocasión, su Santidad, el Papa Juan Pablo II, mencionó y reconoció a Nuestra Señora del Pueblito como Patrona de la Diócesis de Querétaro, en el saludo, el mensaje y la bendición que envió a los fieles y devotos de Nuestra Señora.
- 1998: El 17 de octubre de 1998 se celebró el cincuentenario de que María Santísima de El Pueblito fue proclamada Patrona Principal de las ciudades de Querétaro, La Cañada, Hércules y El Pueblito. Del 25 de julio al 6 de octubre, la Venerable Imagen visitó las parroquias y algunos otros templos de la ciudad de Querétaro y, el día 17 en el estadio Corregidora a las diecisiete horas con treinta minutos, la concelebración eucarística de la solemnidad, presidida por el obispo de Querétaro, monseñor Mario de Gasperín Gasperín. Celebración única en la historia de Querétaro
- 2006-2007: Año Jubilar con Indulgencia Plenaria concedida por el Sr. Obispo D. Mario de Gasperín Gasperín, con motivo del 375 aniversario del culto a la Virgen del Pueblito.
- 2007: La Virgen recibió la Bandera de la Paz, entregada por la Dra. Alicia Rodríguez del movimiento internacional de la Bandera de la Paz al Rector del Santuario, P. Fr. Hugo Córdova Padilla, en el Pueblo de San Sebastián Bernal.
- 2008: Se realizó la primera peregrinación del Santuario de Nuestra Señora del Pueblito a la Insigne Basílica Nacional de Guadalupe, llevando la imagen vicaria de La Virgen del Pueblito, como signo de comunión entre estos dos Santuarios marianos, peregrinación que cada año va incrementándose en participación de numerosos fieles.
- 2009: 2 de junio,  la directiva y jugadores del equipo de fútbol Los Gallos Blancos de Querétaro, con motivo de su ascenso a Primera División, se pusieron bajo el patrocinio de Nuestra Señora del Pueblito en una solemne Celebración Eucarística en su santuario, ofreciéndole una playera femenina del equipo, formada por ellos.
- 2010: La comunidad de San Fandila, Pedro Escobedo, proclamó como su Celestial Patrona a la Virgen del Pueblito.
- 2013: El 7 de septiembre el Sr. Obispo de Querétaro Faustino Armendáriz Jiménez declaró a Nuestra Madre Santísima del Pueblito: “Defensora y Abogada de la Vida”.
- 2014: 4 de mayo, la Federación Mexicana de Charros proclamó a la Virgen como Patrona de la Asociación de Charros Queretanos, colocando sobre las cabezas de la Virgen y del Niño los sombreros de charro, así como una cuarta en las manos de la Virgen. La ceremonia se realizó en el Lienzo Charro Hermanos Ramírez.
- 2020: La Imagen de la Virgen del Pueblito fue llevada al templo de San Francisco y a la Catedral de Querétaro, del 18 al 26 de marzo, pidiendo por su intercesión ante la pandemia de COVID-19.
- 2021: En medio de la pandemia por el COVID-19, la fiesta del 75 aniversario de la Coronación Pontificia de Nuestra Señora del Pueblito, brilló con esplendor y solemnidad en la Santísima Eucaristía Estacional del LXXV Aniversario celebrada el 17 de Octubre en el Templo de San Francisco el Grande de Querétaro, cuando el Señor Nuncio Franco Coppola impuso una corona ofrecida con amor por algunos de sus fieles devotos y por la Provincia de San Pedro y San Pablo de Michoacán de la Orden de los Frailes Menores. Por primera vez en la historia iconográfica de la imagen original, el Santo Niño del Pueblito lució las Tres Potencias sobre su cabeza. Esta solemne fiesta jubilar coincidió los 391 años de Culto. Este evento fue televisado por MaríaVisión, fue enviado, por señal TV, a dos millones de personas en México y el mundo.].
- 2021: el 17 de Octubre se celebró el septuagésimo quinto aniversario de la Coronación Pontificia de la Imagen, en el Templo de San Francisco de la Ciudad Episcopal y Capital de Santiago de Querétaro, Qro., en una magna y solemne celebración presidida por el Nuncio Apostólico en México.
- 2024: el 7 de Octubre, Su Santidad Francisco, se digno elevar el Santuario de Nuestra Señora del Pueblito a la dignidad y título de Basílica Menor, bajo la advocación de Nuestra Señora del Pueblito; el día que la Iglesia católica celebra la memoria de Nuestra Señora del Rosario. El anuncio de esta dignificación pontificia del Templo se hizo el 8 de noviembre de 2024, en la Memoria del Beato Juan Duns Escoto, insigne franciscano defensor del Dogma de la Inmaculada Concepción, representado en la Imagen de Nuestra Señora del Pueblito.

Hasta la fecha, la imagen de La Virgen del Pueblito es llevada procesionalmente a la ciudad de Querétaro, en tres ocasiones principalmente, una para su fiesta litúrgica en la Pascua, otra para la petición por “el buen temporal” en junio y la tercera para el aniversario de su coronación en octubre.

## Dos veces Generala
El día 29 de octubre de 1810, las tropas realistas asentadas en Querétaro bajo el mando del brigadier don Ignacio García Rebollo y del coronel don Manuel Flon, junto con el M. I. Ayuntamiento y las autoridades eclesiásticas, proclamaron Generala a la Virgen del Pueblito, en una función solemne en el templo de Santa Clara; terciaron la banda correspondiente al grado militar y pusieron sobre sus manos el bastón de mando. Poco después, d. Félix María Calleja, mandó pintar en sus banderas la imagen de Nuestra Señora del Pueblito, utilizándola en la batalla de Aculco del 7 de noviembre de 1810, en la que derrotó a los insurgentes.
Durante la guerra de independencia, y aún consumada esta, se decretó que cuando la procesión de la Virgen desfilara frente al palacio municipal de Querétaro, la tropa se formara con la bandera a la cabeza, se tocaran clarines y marchas en los tambores, y que los soldados colocaran una rodilla en tierra presentado las armas, todo al grito de "Guardia a Su Majestad". Además, la Imagen continúo siendo reconocido por el ejército independiente y fue llevada en andas durante las procesiones públicas, en diferentes ocasiones, por los generales Osollo, Miramón, Mejía, Juvera y Arteaga.
En 1858, a una de las procesiones por las calles de Querétaro se incorporó el Ejército Restaurador, al mando de los generales Miramón, Mejía y Osollo; más tarde, en 1863 Tomás Mejía juró nuevamente a la imagen de la Virgen del Pueblito como Generala, y le entregó la banda militar. Mejía fue siempre muy devoto a la Virgen del pueblito; llevaba consigo una imagen de su Señora, adoptó el grito de batalla: "¡Viva la Virgen del Pueblito!", y siempre que podía se desviaba con sus tropas a orar en la ermita que custodiaba una Imagen de la Virgen, en el Cerro del Órgano en San Pablo Tolimán, dejando una limosna para el culto.

## Coronación de la Virgen del Pueblito
El 5 de mayo de 1946, durante la celebración de la Fiesta Anual de Nuestra Señora del Pueblito, en la Santa Iglesia Catedral de Querétaro, el Obispo Marciano Tinajero y Estrada anunció la Coronación de la Virgen del Pueblito: 
"NOS, MARCIANO TINAJERO, por la gracia de Dios y de la Santa Sede Apostólica, Obispo de Querétaro. A nuestro muy Ilustre y Venerable Sr. Arcediano y Cabildo, al V. Clero Secular y Regular y a todos nuestros diocesanos, salud en Nuestro Señor Jesucristo. Venerables  hermanos y amados hijos. Valiéndonos de las palabras con que un ángel del cielo anunció a la tierra la nueva de más grande gozo, os decimos a vosotros ahora: 'Evangelizo vobis gaudium magnum, quod erit omni populo'... Os anuncio un gran gozo que será para todo el pueblo".
"Sí, nuestro corazón se llena de contento al dirigiros la presente, porque debemos comunicaros una gran noticia, que es la siguiente: con el favor de Dios, este año coronaremos la milagrosa y querida imagen de Nuestra Señora del Pueblito. Desde hace muchos años este ha sido el anhelo de los Excmos. y Revmos. Prelados, del clero y pueblo de la Diócesis de Queretaro y de la V. Provincia Franciscana de San Pedro y San Pablo de Michoacán". 
"Las gestiones del Excmo. y Revmo. Sr. Obispo D. Francisco Banegas a este respecto fueron adelantadas... Él mandó fabricar en Madrid una corona de oros y preciosas piedras, colectando el material en nuestra Diócesis... Por lo que a Nos se refiere, desde nuestra promoción al episcopado deseamos ardientemente que el cielo Nos concediera la dicha y el honor de cumplir lo que nuestro Predecesor no pudo realizar, mas las circunstancias han sido tan adversas, que no Nos había sido posible..." 
"Oportunamente habíamos elevado preces al Sumo Pontífice, rogándole, humildemente se dignara delegar una persona que en su nombre efectuase la coronación; y Su Santidad tuvo a bien investirnos a Nos mismos con esta honrosísima y gratísima representación, en virtud de la cual colocaremos, Dios mediante, en las sienes de la Santa Imagen de nuestra Madre Santísima la corona que su amado pueblo le ofrecerá. También coronaremos la imagen del Santo Niño que la acompaña, según se acostumbra en estos casos". 
"Juzgando pues, que las circunstancias presentes son favorables, Hemos determinado efectuar la coronación el día 17 de octubre del año en curso... Nos tenemos un motivo especial para desear y procurar que este año se efectúe la Coronación ... y es que se cumple el quincuagésimo aniversario de Nuestra Ordenación Sacerdotal..."

"... Será precedida de novenario y seguida de octavario solemnísimos, en que tomarán parte todas las Parroquias y Vicarías perpetuas de la Diócesis...
El Novenario se realizó en el Templo de San Francisco a cargo de la Diócesis, mientras que la Provincia Franciscana se encargó del Octavario. Cada uno tendría dos funciones solemnes por día, una por la mañana y otra por la tarde. 
Los gastos de las Solemnidades se comisionaron al Cura Cesáreo Munguía, quien colectó el dinero de entre los sacerdotes, fieles de la Diócesis, Hermanos Terciarios de la Provincia Franciscana y los componentes de la Colonia Queretana de la Ciudad de México. La música del Himno de la Coronación se le encomendó al Maestro queretano D. Julián Zúñiga, Organista titular de la Basílica de Guadalupe,  la letra la compondría el Muy Ilustre Canónigo D. Salvador Septién Uribe. 
Durante los últimos tres días del novenario se interpretaron obras compuestas únicamente por queretanos.  D. Cirilo Conejo Roldán, Maestro de la Capilla de la Catedral y director de la Escuela de Música Sacra J. Guadalupe Velázquez Archivado el 25 de marzo de 2020 en Wayback Machine., dirigió los coros de la misma escuela y de la Orquesta Filarmónica de la ciudad. 
Se acordó publicar una hoja periodística, titulada El Heraldo de la Reina, a cargo del Monseñor Ezequiel de la Isla, Rector del Seminario Conciliar Diocesano. El Heraldo contenía artículos históricos relativos a la Santísima Virgen del Pueblito y a su Coronación. Así mismo se acordó imprimir un libro ilustrado sobre la historia de la Imagen y de su culto, así como un álbum de su Coronación. 
La Coronación se efectuó el 17 de octubre de 1946 en el Campo Militar anexo al Convento de la Cruz  a cargo de la 17.ª Zona Militar, bajo el mando del General de División Eulogio Ortiz, quien solicitó el permiso al Presidente de la República D. Manuel Ávila Camacho.

## Celebraciones por el aniversario de la coronación.
En 2021, al cumplirse 75 años de la Coronación Pontificia, que coincidía además con el bicentenario de la capitulación de las tropas realistas de Querétaro y del homenaje que rindió el general Agustín de Iturbide a la Virgen del Pueblito, la Diócesis de Querétaro junto con la Provincia Franciscana de San Pedro y San Pablo de Michoacán y el Patronato de las Fiestas del Estado de Querétaro, celebraron este aniversario con la visita de la Imagen a las Parroquias y principales iglesias de la Diócesis y la Provincia Franciscana de Michoacán (Querétaro, Guanajuato, Chihuahua y Texas), el Novenario y la Fiesta del Aniversario el 17 de Octubre en el Templo de San Francisco de la Ciudad Episcopal y Capital de Santiago de Querétaro; además, con la presentación de la serie «La Virgen del Gran Cué», un programa de conferencias y actividades culturales, para culminar con la celebración principal el 17 de octubrey culminar luego con las fiestas en el Santuario y en la ciudad de El Pueblito. 

## Gozos a la Santísima Virgen del Pueblito
Los siguientes versos se rezan para solicitar su intervención ante las dificultades de la ciudad de Querétaro: Pestes, sequías, hambrunas, entre otras:    
| Si os mostrais tan piadosa Al que a vos llega contrito, Virgen Santa del Pueblito Sed nuestra Madre amorosa. Sois medicina del cielo Para toda enfermedad, Y en cualquier adversidad Sois nuestro amparo y consuelo; Y pues mostráis tanto anhelo Para ser tan poderosa: Virgen Santa del Pueblito Sed nuestra Madre amorosa. Todos lo que con fervor Imploran tu patrocinio, Consiguen el exterminio De sus males, por tu amor; Oye pues nuestro clamor, Pues sois tan maravillosa. Virgen Santa del Pueblito Sed nuestra Madre amorosa. Si la lluvia se escasea Se sabe por experiencia Que acudiendo a tu clemencia Llueve cuando se desea; No hay alguno que no crea, Que sois nube milagrosa. Virgen Santa del Pueblito Sed nuestra Madre amorosa. Cuando alguna Tempestad Entre las nubes se fragua, Conviertes el trueno en agua, Como Madre de piedad; Contra el rayo y su crueldad, Es tu virtud prodigiosa. Virgen Santa del Pueblito Sed nuestra Madre amorosa. La estéril tiene por cierto El concebir si te implora, Y al llegar del parto la hora, Por ti sale con acierto; Tiene en ti un tesoro abierto La que os busca fervorosa. Virgen Santa del Pueblito Sed nuestra Madre amorosa. | Aunque la plebe se infeste De alguna constelación El llevarte en procesión Es cesar luego la peste; Eres médica celeste, Contra la más contagiosa. Virgen Santa del Pueblito Sed nuestra Madre amorosa. Sois para el triste alegría, Para el pobre sois riqueza, Y para el flaco fortaleza, Y para el ciego sois guía, Todo mortal de ti fía, En su vida peligrosa. Virgen Santa del Pueblito Sed nuestra Madre amorosa. Quien con devoción activa Visita tu Santuario, Halla allí un gracioso erario Para que enriquezca y viva; Tu clemencia es quien aviva Al alma más perezosa. Virgen Santa del Pueblito Sed nuestra Madre amorosa. Una estrella refulgente En tu rostro apareció Señal que el cielo nos dio, De se tu amparo frecuente, A muchos se hizo patente Esa luz tan misericordiosa. Virgen Santa del Pueblito Sed nuestra Madre amorosa. En tu templo colocada, Dicen unos que sudaste; Y otros dicen que lloraste Quedando como enojada, Mas si sois nuestra abogada Y Reina tan poderosa. Virgen Santa del Pueblito Sed nuestra Madre amorosa. Tus obispos fervorosos Grandes deseos tuvieron, Y pronto los pasos dieron Por coronarte gozosos, Al Papado luego hicieron, Petición tan hermosa. | Virgen Santa del Pueblito Sed nuestra Madre amorosa. Fue Venegas quien deseara, Coronarte ritualmente, Y al Papa muy reverente, Pidió que tal aprobara, Fue Marciano quien lograra, Tu coronación Gloriosa. Virgen Santa del Pueblito Sed nuestra Madre amorosa. Una vez ya coronada, Se escuchó la voz de su Hijo Que con dulce voz le dijo, ¡Mamá! A su Madre amada; Voz que también fue escuchada Por la multitud de piados. Virgen Santa del Pueblito Sed nuestra Madre amorosa. Si os mostrais tan piadosa Al que a vos llega contrito, Virgen Santa del Pueblito Sed nuestra Madre amorosa. |

## Himno de la coronación
| INVITACIÓN: ¡Ya se acerca la Virgen graciosa del Pueblito, con su Hijo divino! ¡Ya se acerca la Reina del cielo con el Rey inmortal de los siglos! ¡Queretanos, salid a su encuentro! ¡salid, hijos del grande Francisco! ¡aplaudid, gobernantes y súbditos! ¡regocígence ancianos y niños! Sacerdotes, tomad incensarios y quemad el perfume más fino; el camino cubridles de flores; preparadles un trono magnífico... Todos, todos corred a porfía; llevad dones de inmenso cariño; ceñiremos sus sienes augustas con diademas de oro purísimo, y con voces de acento sonoro entonemos gozosos un himno... CORO GENERAL ¡Salve , oh Reina! tu pueblo te adora, ¡dulce Madre!, tu pueblo te ama, y del mundo a la faz te proclama su tesoro, su amparo, su luz ¡Salve, augusta beldad del Pueblito! Nuestro honor eres Tú y nuestra gloria; se engrandece por Ti nuestra historia; nuestra firme esperanza eres Tú. ESTROFAS Ensalzad a la que es vuestra gloria; alabad a la que es vuestro encanto; tributáronle honor vuestros padres; imitadles, alzad vuestro canto... Salve, oh Virgen, que en místico ensueño te mostraste al artista sagrado que formó tu dulcísima imagen en incendios de amor abrazado. Coro Salve, oh Madre, que amante engendraste nuestro pueblo a la fe verdadera, con tu pie del satánico culto suplantando la vana quimera. Se vio a veces, por raro prodigio, en tu frente una estrella brillante, y tus ojos verter tiernas lágrimas, y mudar de color tu semblante. Coro | Oyes, Madre, benigna en el cielo los acentos de nuestros clamores, y nos das el remedio oportuno en los días de acerbos dolores. Tu ciudad con anhelo y fe espera tu visita triunfal de año en año, porque vienes, oh Madre piadosa, de tu pueblo a alejar todo daño. Coro En los tiempos de dura sequía agostando del sol los ardores nuestros campos, Tú mandas la lluvia y los cubres de frutos y flores. Nuestros padres fervientes juraron siempre honrarte cual Madre y Patrona; hoy sus hijos de nuevo lo juran ofreciéndote regia corona. Coro Obsequiáronte altos Jerarcas nobles Reyes y pueblo sin cuento; santos hijos del padre Seráfico; un Linaz, un Margil y otros ciento. A tus plantas valientes caudillos, con sus huestes, humildes vinieron, "Generala" dijéronte amantes, y a tu pecho una banda pusieron. Coro Cuantos bienes, oh Madre, gozamos, los tenemos de Ti recibidos; ¡que por siempre tu manto nos cubra y seremos de Dios bendecidos! Ya que ostentas benigna y sonriente el bastón y las llaves de mando, sigue, oh Reina, con tu Hijo divino, en tu pueblo feliz imperando. Coro ¡Venga, venga la Virgen graciosa! ¡Venga, venga la Madre querida! y con su Hijo divino en su pueblo como Dueña y Señora presida. ¡Ven oh Hija de Dios elegida, ven, oh Esposa de Dios agraciada, ven, oh Madre con tu Hijo divino, ven, oh Reina, serás coronada!... Coro |

## Pues Concebida
Al sacerdote queretano Sr. don José María Zelaá e Hidalgo se ha atribuido la composición, entre finales del siglo XVIII y principios del siglo XIX, del canto popular del "Pues Concebida" y que lo compuso como alabanzas a Nuestra Señora de los Ángeles del templo de San Antonio de Querétaro. Pero el "Pues concebida" es una alabanza de tiempo inmemorial que se canta aún hoy a la Santísima Virgen en el misterio de su Inmaculada Concepción y pueden escucharse en el internet, investigando, las diversas melodías que tiene tanto en España como en los países de América Central, especialmente Guatemala y Nicaragua; también en América del Sur, especialmente en Perú. Por esto, puede ser muy probable que fuera, como se ha dicho también desde antiguo, que fue Fr. Antonio Margil de Jesús, Guardián del Colegio Apostólico de la Santísima Cruz de los Milagros y devotísimo de la Virgen María y que conoció la Venerable Imagen de Nuestra Señora del Pueblito en su Santuario y en sus tiempos de estadía y en sus visitas a la Ciudad de Santiago de Querétaro, quien la enseñara a todos los fieles devotos de la Madre de Dios en esta Advocación y que, usando también él la música y el canto para la enseñanza de la fe y la devoción, quien puso la melodía queretana del "Pues Concebida. Las estrofas de esta alabanza también son antiguas, como puede deducirse de los textos de esas otras naciones. No puede decirse, por tanto, que "con el tiempo a esas alabanzas se añadieron otras de autor desconocido". Se tiene, con la antigua melodía que se canta en Querétaro, una composición a cuatro voces hecha por Sr. Pbro. J. Guadalupe Velázquez, quien también fuera un fiel devoto de Nuestra Señora del Pueblito.
El texto de las alabanzas del "Pues Concebida" es el siguiente: 
| Pues concebida Fuiste sin mancha Ave, María, Llena de gracia. ¡Oh Virgen Madre! Nuestra abogada, refugio dulce, firme esperanza. Sois nube hermosa llena y cargada de aguas que salen del mar de gracia. Cedro exaltado, fecunda palma con cuyo fruto sanan las almas. Salgan tus luces, y de las almas destierren sombras de culpas tantas. Aurora hermosa, luna sin mancha, sol refulgente, estrella magna. Ciudad hermosa, fortificada para refugio de quien te llama. Oliva verde Paloma blanca, iris, que anuncias paz a las almas. Huerto cerrado, donde las auroras del austro inspiran suaves fragancias. Lucero hermoso, cuando me parta de acueste mundo Tú me acompañas. | Bendita seas, paloma blanca, bendito el fruto de tus entrañas. Haz que rendida quede postrada la culpa, y siempre triunfe la gracia. Fuente perenne y pozo de aguas santas que salen del mar de gracia. Haz que tu Hijo nos dé su gracia y en ella siempre perseverancia. Rosa fragante mas no espinada pues de Dios eres la preservada. Judith valiente, Débora ufana, Raquel hermosa, que a todos ganas. En todo tiempo Tú nos amparas; mas en la muerte con más constancia. Para alabarte siempre en la gloria donde esperamos cantar victoria. Pues fuente hermosa sois de aguas sanas; Ave, María, llena de gracia. |

## Títulos y honores
"¡Salve, Vírgen Santísima del Pueblito, Gloria de Querétaro! ¡Salve, Excelsa y Augusta Madre de Dios y Madre nuestra! ¡Salve, Reina, Generala y Patrona de todos los Queretanos!

J. Guadalupe Esguerra Uribe
- Patrona de la Provincia Franciscana de San Pedro y San Pablo de Michoacán: Jurada solemnemente el 15 de enero de 1745, en el Templo de San Francisco de la Ciudad de Santiago de Querétaro.
- 'Generala': Rango militar que le fue impuesto en 1810, por el ejército Realista y que continuó siendo reconocido tras la Independencia de México.  El Rango le fue reconocido por los Generales Rebollo en, Mejía, Juvera, Miranda y Mejía, quienes la llevaron en andas sobre sus hombros. En 1863, el General Tomás   Mejía le impuso nuevamente la banda militar; y en1946 el General de División Eulogio Ortiz le obsequió el "Águila" que llevaba prendida en su uniforme militar.
- Augusta Patrona del Estado de Querétaro: Jurada solemnemente el 8 de agosto de 1830 por el Lic. Manuel Ecala, Gobienador del Estado y en cumplimiento de la disposición del Congreso del Estado. Se decretó que la tropa, rodilla en tierra, le presentara armas y le batiera marcha cada vez que la Imagen llegara a la ciudad y fuera llevada en procesión solemne. Se le asignaron doscientos pesos para el gasto de su función anual, celebrada el siguiente lunes al domingo de la Sexagésima, día declarado como de "Gran Solemnidad" en el Estado.
- Patrona de la Diócesis de Querétaro y del Cabildo de Catedral: Jurada el 13 de abril de 1875 por el Obispo D. Ramón Camacho y el Muy Ilustre Cabildo Eclesiástico. En 1996 fue declarada nuevamente, por el Papa Juan Pablo II, como Patrona de la Diócesis de Querétaro, durante el 50 Aniversario de su coronación Pontificia.
- Reina de los Queretanos: Fue coronada el 17 de octubre de 1946, bajo el pontificado de Pío XII y del Excmo. Obispo Marciano Tinajero y Estrada. Su corona fue forjada en oro con piedras preciosas y perlas recolectadas entre sus devotos.

## Asociaciones Religiosas
Con la intención de fomentar el amor y el culto hacia la Virgen del Pueblito, se formaron las siguientes asociaciones: 

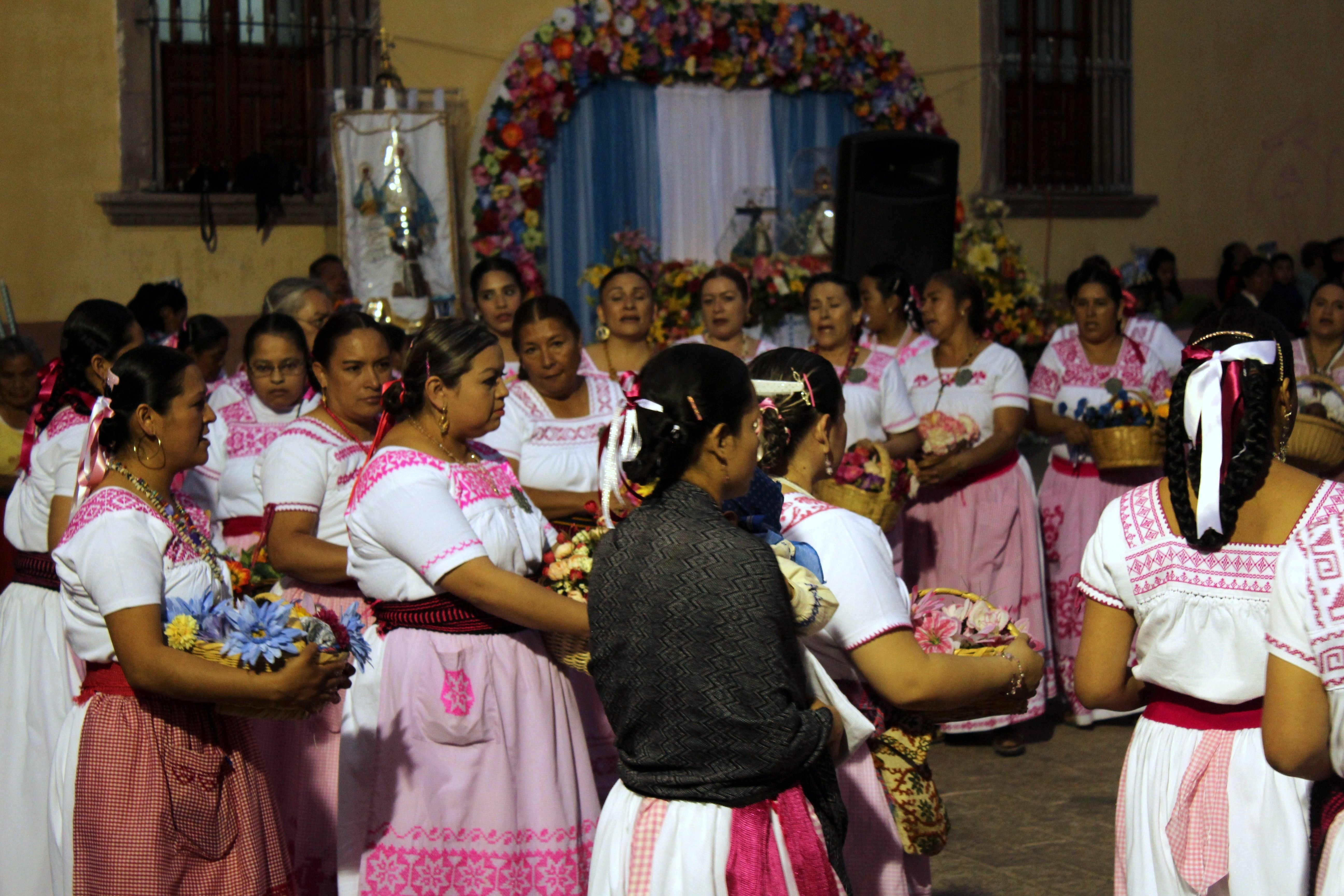
Danza tradicional de "inditas" durante la fiesta de la Virgen de El Pueblito, Corregidora, Querétaro

- La Cofradía de Indios de Nuestra Señora del Pueblito: Fundada a mediados del siglo XVII.
- La Mayordomía de Españoles de Nuestra Señora del Pueblito: Fundada por personas adineradas de la ciudad.
- La Cofradía de Nuestra Señora del Pueblito:  Fundada en el siglo XVIII por personas distinguidas de la ciudad.
- La Hermandad de Faroleros de Nuestra Señora del Pueblito: Formada mayormente por obreros, artesanos y iris menestrales. Acompañaban a la Imagen de la Virgen del Pueblito tanto de camino a la ciudad como de regreso a su Santuario, portando cada uno un farol de vidrio o papel, de distintas formas y colores.
- La Corte de la Madre de Dios, bajo el título del Pueblito: Fundada en 1909 por el Provincial Franciscano Fray Ángelo Ruiz. Constaba de cien socias doncellas.

## Benefactores y tesoros de la Reina
- Capitán Pedro de Urtiaga: Gran cantidad de dinero para la construcción del Santuario.
- Alférez José de Urtiaga (hijo de Pedro) y su esposa Petra María de la Campa y Cos: Aumentaron la donación para la obra.
- Doña Petra María de la Campa y Cos: Agregó a su donación anterior $2165.00 pesos, una cruz de oro con siete esmeraldas, varias pulseras de perlas finas con dieciséis hilos y chapetuelas de oro, varias pulseras de perlas gruesas con dieciséis hilos y chapetuelas de oro y diamantes, aretes con chapetuelas de diamantes, dos perlas "calabacillas" y dos negras, trece pendientes de perlas "calabacillas" y un collar de treinta y seis perlas gruesas.
- Joyas del Santuario: Una pieza con diamantes, una pieza con amatistas, una pieza redonda con esmeraldas y diamantes, una pieza de filigrana de oro guarnecida de perlas y diamantes, unas "negritas" de oro guarnecidas de perlas y una pieza de oro con un San Antonio de coral para el Niño Jesús de Nuestra Señora.
- Tesoros de plata labrada perdidos durante la Reforma: El trono donde se exponía la Imagen de la Virgen, el brandal del Presbiterio, los candeleros, blandones, candiles, incensarios, navetas, acetres, vinajeras y los utensilios del servicio divino.
- Corona: La corona original fue mandada hacer en Madrid, en oro con piedras preciosas y perlas, y se recibió en Querétaro en 1925. Sin embargo, el Cabildo de Catedral decidió que fuera modificada y hecha de una manera "más grandiosa", y que también se elaborara otra corona para el Niño Jesús que acompaña la Imagen de la Virgen del Pueblito. Se consultó al Abad de la Basílica de Guadalupe, D. Feliciano Cortés, competente conocedor del arte religioso, sobre la modificación. En 1946 se encomendó la manufactura, con las modificaciones aprobadas, al orfebre poblano D. Francisco López.

## Milagros
A la Imagen de la Virgen del Pueblito se le atribuyen al menos tres milagros, narrados por Fray Ignacio de la Cruz Morales (Ex-guardián de la Imagen):
- En la frente de la Imagen de la Virgen María se apareció una estrella que fue presenciada en distintas ocasiones. Para conmemorar este milagro se le colocó en la frente un diamante.
- La Imagen sudó poco antes del inicio de la guerra de Independencia de México. A partir de ese momento se limpia a la Imagen con algodones que se utilizan como reliquias.
- Existen testimonios, algunos actuales, de que la Imagen cierra sus ojos.